# Ipet-em-pet
Ipet-em-pet, auch Opet-em-pet („Ipet am Himmel“) repräsentierte als Sternbild „Nilpferd mit dem Krokodil auf dem Rücken“ die „Nilpferdgöttin“ Ipet und als Gleichsetzung auch Ipet-weret, Nut, Reret, Reret-weret, Tefnut sowie Isis. von den Dekorationen an den Gestirnsdecken der Königsgräber des Neuen Reiches.

## Kult

Karte des Sternbildes der Ipet-em-pet

In Esna wird sie in Texten als Schutzherrin des Sternbildes „Großer Bär (Seth)“ genannt und geht mit ihm eine Symbiose in ihrer Funktion als Nilpferdgöttin ein: „Der große Bär (Msḫtyw) ist unter ihrer Aufsicht, ohne dass sie ihren Arm von ihm auf ewig löst.“
Im Text Esna 400 wird Ipet-em-pet ausdrücklich als „Isis des Himmels“ angerufen: „Isis als Nilpferd ist es, die den Stierschenkel (Seth) im Nordhimmel anbindet, um nicht zuzulassen, dass er in den Duat herabsinkt.“
Im Tierkreis von Dendera ist Ipet-em-pet ebenfalls abgebildet.